# Henriette Montalba

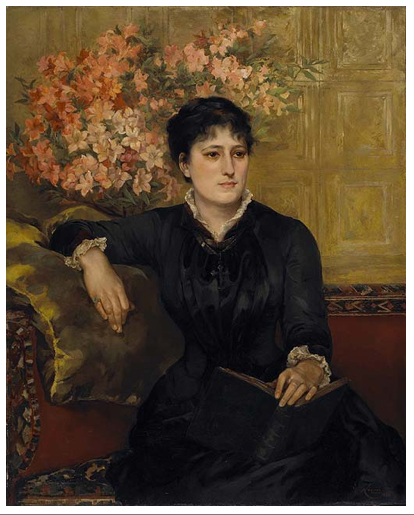
Henriette Montalba, målad av prinsessan Louise.

Henriette Marianne Skerrett Montalba, född 8 april 1848 i London, död 14 september 1893 i Venedig, var en engelsk skulptör.
Hon var dotter till Anthony Montalba och Emeline Davies samt syster till Clara Montalba. Hon genomförde talrika resor till Sverige för att hålla kontakt med sin svenska släkt och arbeta. Bland hennes svenska arbeten märks ett porträtt av Fredrik Scholander för Konstnärsklubben i Stockholm samt bysten över skalden Robert Browning. Skerrett Montalba är representerad vid Victoria and Albert Museum.